# Образование
Просвета пренасочва насам.  За българското списание вижте Просвета (1897 - 1898).
Образованието е единен целенасочен процес на възпитание, обучение и придобиване на съвкупни знания, умения, ценности, социални убеждения и навици.
В широкия смисъл на думата образованието е процес на формиране на ума, характера и физическите способности на дадена личност, а също така и предаване на знанията, натрупани с поколения в областта на културата.
Образователните методи включват лекции, дискусии, семинари, демонстрации (примери), лабораторни упражнения, обучение и насочени изследвания. Образованието се извършва под ръководството на компетентни и авторитетни педагози: учители и преподаватели, но учащите могат също така да се самообразоват. С помощта на интернет се разширява кръга на това самообразование. Образованието може да се проведе в официална и неофициална среда и всеки опит, който има формиращо влияние върху начина, по който човек мисли, чувства и действа може да се счита за образователен. То се разделя официално на няколко етапа и се осъществява в различни учебни заведения, които са предучилищна възраст и детска градина, основно училище, средно училище и след това колеж, университет, институт или научаване на занаят. След завършване на всеки етап се издава диплома или удостоверение.
Правото на образование е признато от повечето правителства, включително и на глобално ниво: Член 13 от 1966 г. Международен пакт на ООН за икономически, социални и културни права признава всеобщото право на образование. В повечето страни образованието е задължително до определена възраст. Образованието е един от основните сектори на икономиката в Статистическата класификация на икономическите дейности за Европейската общност.
Методиката на обучение се нарича педагогика.

## История

### Античност
Образованието води началото си от праисторията, когато възрастните обучават младите хора в знания и умения, считани за необходими в тяхното общество. В първобитните общества това традиционно се постига устно и чрез имитация както показват антропологични изследвания. Разказването на истории предава знания, ценности и умения от едно поколение на друго. Когато културите започват да разширяват познанията си отвъд уменията, които могат лесно да бъдат научени чрез имитация, започва да се формира формалното образованието. Училища съществуват в Шумер през 3-тото хилядолетие пр.н.е., както и в Египет от времето на Средното царство.
Платон основава академия в Атина, която е първата институция за висше образование в Европа. Град Александрия в Египет, създаден през 330 г. пр.н.е. става наследник на Атина като интелектуална люлка на Древна Гърция. През 3 век пр.н.е. в Древен Египет е построена и голямата Александрийска библиотека. Европейските цивилизации претърпели срив на грамотност и организация след падането на Рим в 476 г.
Конфуций (551 – 479 г. пр.н.е.) е най-влиятелният древен философ на Китай в провинция Лу, чиято образователна гледна точка продължава да оказва влияние върху обществата на Китай и съседите ѝ Корея, Япония и Виетнам. Той събира ученици и търси владетел, който да приеме неговите идеали за добро управление, но хе успява. Аналектите на Конфуций са записани от последователите му и продължават да оказват влияние върху образованието в Източна Азия в съвременната епоха.

### Средновековие и Ренесанс
След падането на Древен Рим и издигането на ролята на Католическата църква, тя остава единствен източник на грамотност в образованието за Западна Европа. Създава катедрални училища през Ранното средновековие като центрове за висше образование. Впоследствие някои от тези учреждения се превръщат в средновековни университети и стават предшественици на много от съвременните университети в Европа.
В средата на Средновековието Катедралата Шартър управлява известното и влиятелно Катедрално училище Шартър. Средновековните университети в западното християнство са добре интегрирани из цяла Западна Европа, насърчава се свободата на изследване. На тях се дължи голямото разнообразие от проницателни учени и природо-философи като Тома Аквински от Неаполитанския университет, Робърт Гросетест от Оксфордския университет, ранен тълкувател на систематичен метод за научни експерименти. и Свети Алберт Велики, пионер в полето на биологичните изследвания.
През Средновековието под ислямския халифат в рамките на Близкия изток, простиращ се от Иберийския полуостров на запад до река Инд на изток и до Династията на Алморавидите и Малийската империя на юг, процъфтяват ислямските науки и математика.
Ренесансът в Европа поставя началото на една нова епоха на научни и интелектуални търсения и разбирания на древните гръцки и римски цивилизации. Около 1450 г. Йоханес Гутенберг разработва печатарска преса, която позволява произведенията на литературата да се разпространяват по-бързо. Европейската имперска епоха става свидетел на европейските идеи за образование по философия, религия, изкуство и наука, които се разпространяват по целия свят. Мисионери и учени допринасят с нови идеи от други цивилизации чрез китайските мисии на йезуитите, които играят значителна роля в предаването на знанията, науката и културата между Китай и Европа, превеждат европейски творби за китайски учени като сборника „Елементи“ на Евклид заедно с мислите на Конфуций за европейската публика. Епохата на Просвещението среща появата на по-светска образователна перспектива в Европа.

### Съвременно образование
От пълното възстановяване на познанието за Гърция и Рим, което се случва по времето на Ренесанса се ражда новата образователна концепция за хуманизма през шестнадесети век, продължена по време на барока.
В съвременната епоха се раждат модерните образователни системи, вдъхновени от работата в Прусия на Ян Амос Коменски и наречени пруско образование, повечето от които организирани и контролирани от държавата.
Още от втората половина на 20 век училището като институция остарява и показва неспособността на традиционния модел да отговори на належащите нужди на обществото, което скоро се поема от други институции Гарсия Аретио, Руиз М., Гарсия М., 2009). В края на 20-и и началото на 21 век започва да се утвърждава нова образователна система, наречена холистично образование.
В повечето страни днес, редовното обучение, независимо дали в училище или по друг начин е задължително за всички деца до определена възраст. Поради това разпространението на задължителното образование, съчетано с нарастване на населението, ЮНЕСКО изчислява, че през следващите 30 години все повече хора ще получават официално образование, отколкото в цялата човешка история до този момент.

## Етапи

### Предучилищно образование
Предучилищното образование обикновено обхваща деца на възраст от три (в някои страни – от нула) до пет години и предхожда формалното и често задължително училищно образование. То се извършва в детските градини и има за цел първоначална социализация на децата и минималната им подготовка за обучение в училище – на ниво първични навици на четене, писане и смятане.
В България предучилищното образование започва на тригодишна възраст, но задължителни са само третата и четвъртата година, които освен в детски градини може да се провеждат и в училищата.

### Основно образование
Основното образование обикновено включва първите пет до седем години формално, структурирано общо образование. Като цяло основното образование продължава от шест до осем години, които започват на възраст пет или шест години, въпреки че това варира в отделните страни. В световен мащаб около 89% от децата на възраст от шест до дванадесет години са записани и посещават основно училище и този процент нараства. В рамките на програмата „Образование за всички“, управлявана от ЮНЕСКО, повечето страни са се ангажирали с универсалното записване в началното образование до 2015 г., а в много държави то е задължително. Разделението между основното и средното образование е до известна степен произволно, но се случва на около единадесет или дванадесет години. Някои образователни системи имат отделни средни училища, като преходът към последния етап на средното образование се осъществява на около четиринадесет години.
В Индия например задължителното образование обхваща повече от дванадесет години.
В България основното образование е с продължителност 7 години и се осъществява на два етапа – начален (от първи до четвърти клас) и прогимназиален (от пети до седми клас). Основно образование се получава в основни (първи до седми клас), начални (първи до четвърти клас) или прогимназиални училища (пети до седми клас).

### Средно образование
В повечето съвременни образователни системи по света средното образование обхваща формалното образование, провеждано по време на юношеството. То представлява преход от обикновено задължителното и неспециализирано основно образование към незадължителното по-специализирано висше образование. Границата между основното и средното образование варира и е различна в различните страни, а понякога и в рамките на една страна, но обикновено е между седмата и десетата година на формалното образование. Целта на средното образование може да бъде даването на общи познания, подготовката за висшето образование или направо подготовката за определена професия. Училищата се наричат средни училища, гимназии, техникуми (професионални училища), колежи, дори лицеи.
В България средното образование е с продължителност 5 години (от осми до дванадесети клас) и завършва с държавни зрелостни изпити по определени учебни предмети. Средно образование се получава в обикновени и профилирани гимназии (девети до дванадесети клас), в професионални гимназии (от между седми и девети клас до дванадесети клас) или в средни общообразователни училища (първи до дванадесети клас).
Средното образование в Съединените щати се появява през 1910 г. Нарастването на големите корпорации и напредването на технологиите в заводите изисква квалифицирани работници. За да се отговори на това ново търсене на работа, са създадени гимназии с учебна програма, ориентирана към практически умения. Това се оказа благоприятно както за работодателите, така и за служителите, тъй като подобреният човешки капитал понижава разходите за работодателя, докато квалифицираните служители получават по-високи заплати.
Средното образование има по-дълга история в Европа, където граматическите училища датират от 16 век, под формата на държавни училища, училищни такси или благотворителни образователни фондации.

### Висше образование
Висшето образование, наричано още трето, е последната степен на формалното образование, която не е задължителна и следва след завършването на средно образование. То включва висшето и следдипломно обучение, както и професионалното образование и обучение. Извършва се в специализирани училища, обикновено наричани университети или колежи, и след завършване следва получаването на диплома и/или академична степен. В съответствие с Болонската декларация в България се подготвят кадри в трите основни степени – бакалавър, магистър и доктор. В наши дни в повечето развити страни голяма част от населението, в някои страни до 50%, посещават висши училища през някаква част от живота си. По тази причина висшето образование играе важна роля в националните икономики на тези страни – като значителен стопански сектор само по себе си и като източник на обучена работна сила.
Университетското образование включва дейности в областта на преподаването, научните изследвания и социалните услуги. Някои университети се състоят от няколко колежа. Един тип университетско образование е свободното изкуство, което може да се определи като университетска програма, която има за цел да даде широки общи познания и да развие общи интелектуални способности, за разлика от професионалната или техническа учебна програма.

### Образование за възрастни и специално образование
Образованието за възрастни включва различни форми на обучение след завършването на формалното образование. То може да се провежда на работното място, чрез специализирани курсове на средни или висши училища, в организирани специално за тази цел учебни центрове. Често то включва различни курсове за разширяване и подобряване на професионалната квалификация.
Специалното образование е предназначено за индивиди, които са със специални нужди: трудности в процеса на ученето – тук могат да влизат например аутизъм, дислексия, моторни и сетивни нарушения, умствена недостатъчност и проблемно развитие. Тук влизат и индивиди в другата крайност – с изключителни способности, които не са характерни за тяхната възраст.

## Теория на образованието

### Образователна психология
Образователната психология се занимава с изследване и изучаване на начина по който различните хора учат в учебна среда, изследване на методите и способите на учене в образователната среда, както и на ефективността на образователната система, процесите на обучение и социалната психология на училищата като организации.
Образователната психология следи как учениците се развиват с годините, постиженията в образованието, талантливите деца или децата с увреждания. Често термините образователна психология и училищна психология се използват взаимозаменяемо. В нея се включват широк диапазон от специалисти и дейности – учебен дизайн, технология на обучението, развитие на учебния план, невронаука, организационно обучение, специализирано образование (за деца с недъзи) и ръководство на класната стая. Образователната психология допринася за развитието на когнитивната наука и учебните науки.

### Стил и модалност
Най-често споменаваните учебни стилове са:
- Визуален – към този вид принадлежат по-голямата част от хората, необходими са картини и възприятия с очите;
- Слухов – при този вид хората учат най-добре слушайки, възприемайки и обработвайки информацията със слуха;
- Мобилен – базира се на движение и най-вече конструирайки нещо с ръцете.

При някои индивиди има съчетание на няколко стила. Други често използвани модалности включват музикални, междуличностни, словесни и логически. Джоузеф Рензули препоръчва различни стратегии за преподаване за да могат да се приобщават индивиди с различни стилове и модалности. Някои теории предлагат всички хора да се възползват от разнообразието от начини на обучение, докато други предполагат, че хората имат предпочитан стил на учене, като по-лесно това става с визуални или мобилни преживявания. В резултат от последната теория се счита че ефективното преподаване трябва да включва разнообразни методи на преподаване, които обхващат и трите стила на учене, така че различните ученици да имат равни възможности да учат по начин, който е най-ефективен за тях. Неотдавнашно проучване обаче твърди, че няма адекватна база от данни, която да оправдава включването на оценките на стила на обучение в общата образователна практика.

### Учебна програма
Във формалното образование учебната програма представлява набор от курсове и тяхното съдържание, които се предлагат в училище или университет. Като идея, учебната програма произтича от латинската дума за състезателен курс, отнасяща се до хода на делата и преживяванията, чрез които децата растат да стават възрастни. Учебната програма е предписателна и се основава на по-обща учебна програма, която просто уточнява какви теми трябва да бъдат избрани и на какво ниво да се постигне определена цел или стандарт.
Академичната дисциплина е отрасъл на знанието, който се преподава формално в университета. Всяка дисциплина обикновено има няколко клона. Примери за широки области на академичните дисциплини включват природните науки, математиката, компютърната наука, социалните науки, хуманитарните науки и приложните науки.
Образователните институции могат да включат изящните изкуства като част от учебните планове или в специалности в колежи и университети като избираеми. Различните типове изящно изкуство са музика, танц и театър.

### Преподаване
Инструкцията или преподаването е начин да се улесни и спомогне обучението на друго лице. Инструкторите в началните и средните училища често се наричат учители и ръководят обучението на учениците и могат да черпят от много теми като четене, писане, математика, наука и история. Инструкторите в институциите след средното образование биха могли да се наричат учители, инструктори, професори или преподаватели, в зависимост от вида институция. Те обикновено преподават само тяхната специфична дисциплина. Качеството на учителите е много важен фактор, оказващ влияние върху представянето на учениците, но не е единственият. Страни, като Финландия и Сингапур например, които имат високи резултати на международни тестове, разполагат с многобройни политики, които гарантират, че учителите, които наемат, са възможно най-ефективните и най-добрите. Учителите трябва да са не само висококвалифицирани, но и да имат понятие от педагогика, да обичат деца и да са готови да се развиват.

## Икономика на образованието
Според много автори високите постижения в образованието са от съществено значение за страните за да бъдат те способни да постигнат високо ниво на икономическо развитие. Емпиричният анализ изглежда подкрепя теоретичното предполагане, че бедни страни могат да растат икономически по-бързо от богатите страни, защото те могат да „внесат“ и усвоят последната дума на технологиите, неща които вече са изпробвани и тествани в богатите страни. Все пак технологичният трансфер изисква мениджъри със знание и инженери, които са способни да оперират с нови машини или практики на производство, заети от страните лидери в технологиите, за да могат по този начин да затворят „бездната“ чрез имитация. За това, способността на една страна да учи от лидерите в определена област и особено в областта на технологиите е функция на нейния „човешки капитал“.
Скорошно изследване на детерминантите за общия икономически растеж набляга на важността на фундаменталните икономически институции и ролята на когнитивните умения.
В индивидуален аспект икономическата литература, която засяга това как нивата на доход са свързани с образованието и друг тип човешки капитал, следва работата на икономиста от чикагската школа Якоб Минцер. Според Даниел Чечи семейните характеристики също са от значение за образователните и след това икономическите резултати в индивидуален аспект.

## Критерии за качество
Все още не съществува еднозначно определение за качествено образование. Всяка световна организация има своя дефиниция, опитваща се да фиксира недвусмислено най-важните характеристики за едно образование, което да е в състояние да гарантира постигането на най-високи резултати. Независимо от различията в определенията два елемента присъстват във всички тях. Тези елементи са:
- Способността да разбираш и да се ориентираш в обкръжаващата те среда. Ориентираността е цел номер едно във всички образователни системи. Постиженията на системата по този критерий са ясен индикатор за нейното качество.

Докато отчитането на постигнатото по този индикатор е сравнително лесно – поне в индивидуалните общества или посредством сравнения между нациите, – много по-трудно е да се открият зависимости, които да обяснят какво е необходимо да се направи за подобряването на резултатите. С други думи, ако качеството е определено от ориентираността, то методите за подобряването ѝ съвсем не са универсални и лесни за дефиниране. Те все още са обект на дискусия.
- Ролята на образованието в поощряването на творческото и емоционалното израстване на учещия в дух на мирно съвместно съществуване, сигурност и гражданска отговорност; равнопоставеност и приемственост на културните ценности през поколенията. Много от тези цели са дефинирани и преследвани по различен начин в различните краища на света. Отчитането на постигнатите резултати по тези критерии е много по-трудно сравнено с ориентираността.

## Образователни технологии и бъдещето на образованието
Образователната технология е изучаването и етичната практика на улесняване и подпомагане на учебния процес и подобряване на представянето на учащите чрез създаване, използване и управление на подходящи технологични процеси и ресурси.
Терминът образователна технология включва инструктивната теория и теорията на обучението, както и софтуер, хардуер и интернет приложения и дейности. Като образователни технологии могат да се разглеждат телевизията, интерактивните SmartBoards, калкулатори, компютри и дори смартфони. Тези технологии улесняват значително процеса на обучение, правят го по-бърз и достъпен.
Това от своя страна спомага да се измести фокуса и да се приеме един нов по-практичен подход към обучението и образованието.
Много страни днес драстично променят начина, по който обучават своите граждани. Светът се променя с все по-бързо темпо, което означава, че много знания стават неактуални, неточни или ненужни много бързо. Отделно знанията и информацията в наши дни е лесно достъпна. Поради всички тези фактори акцентът се пренасочва към преподаване на умението да се учи. Изисква се гъвкавост и приспособеност. Финландските училища дори започнат да се отдалечават от редовните учебни програми, насочени към определени учебни предмети, като вместо това въвеждат разработки като обучение, базирано на явления, проекти, където студентите изучават концепции като промяна на климата. Образованието се превръща в стока, която вече не е запазена само за деца. Възрастните също се нуждаят от нея.